# Château de Ortona dei Marsi
Le château de Ortona dei Marsi est un château situé dans la ville de Ortona dei Marsi, province de L'Aquila, dans les Abruzzes.